# Kazan Kremlin Cup
O Kazan Kremlin Cup é uma competição de tênis masculino, realizado em piso duro, em Kazan, Rússia, válido pelo ATP Challenger Tour.

## Edições

### Simples
| Ano  | Campeão              | Vice-Campeão        | Placar             |
| ---- | -------------------- | ------------------- | ------------------ |
| 2016 | Tobias Kamke         | Aslan Karatsev      | 6–4, 6–2           |
| 2015 | Aslan Karatsev       | Konstantin Kravchuk | 6–4, 4–6, 6–3      |
| 2014 | Marsel İlhan         | Michael Berrer      | 7–6(8–6), 6–3      |
| 2013 | Oleksandr Nedovyesov | Andrey Golubev      | 6–4, 6–1           |
| 2012 | Jürgen Zopp          | Marius Copil        | 7–6(7–4), 7–6(7–4) |
| 2011 | Marius Copil         | Andreas Beck        | 6–4, 6–4           |
| 2010 | Michał Przysiężny    | Julian Reister      | 7–6(7-5), 6–4      |

### Duplas
| Ano  | Campeões                              | Vice-Campeões                       | Placar                |
| ---- | ------------------------------------- | ----------------------------------- | --------------------- |
| 2016 | Aliaksandr Bury Igor Zelenay          | Konstantin Kravchuk Philipp Oswald  | 6–2, 4–6, [10–6]      |
| 2015 | Mikhail Elgin Igor Zelenay            | Andrea Arnaboldi Matteo Viola       | 6–3, 6–3              |
| 2014 | Flavio Cipolla Goran Tošić            | Victor Baluda Konstantin Kravchuk   | 3–6, 7–5, [12–10]     |
| 2013 | Radu Albot Farrukh Dustov             | Egor Gerasimov Dzmitry Zhyrmont     | 6–2, 6–7(3–7), [10–7] |
| 2012 | Sanchai Ratiwatana Sonchat Ratiwatana | Alexander Bury Mateusz Kowalczyk    | 6–3, 6–1              |
| 2011 | Yves Allegro Andreas Beck             | Michail Elgin Alexandre Kudryavtsev | 6–4, 6–4              |
| 2010 | Jan Mertl Yuri Schukin                | Tobias Kamke Julian Reister         | 6–2, 6–4.             |